# Kościół św. Bartłomieja Apostoła w Stawiszynie
Kościół św. Bartłomieja Apostoła w Stawiszynie – rzymskokatolicki kościół parafialny znajdujący się w mieście Stawiszyn w województwie wielkopolskim, przy ulicy Szkolnej.

## Historia
Świątynia gotycka, ufundowana w XIV wieku przez króla Kazimierza Wielkiego. Przez pewien okres należała do Braci Czeskich. W czasie potopu szwedzkiego została zniszczona przez wojsko. W 1706 świątynia uległa spaleniu. W XVIII wieku rozpoczęto jego restaurację. Obecny kształt kościół uzyskał pod koniec XIX wieku, gdy odbudowano zakończenie wieży w stylu neogotyckim oraz sklepienie budowli. Dobudowana została kaplica i kruchta.

## Wyposażenie kościoła
W prezbiterium kościoła umieszczony jest barokowy ołtarz główny. W nawach bocznych są umieszczone ołtarze neobarokowe. Umieszczone są na nich rzeźby późnogotyckie. Pochodzą one z dawnej kaliskiej kolegiaty Najświętszej Maryi Panny.